# Matthäuskirche (Lehrte)

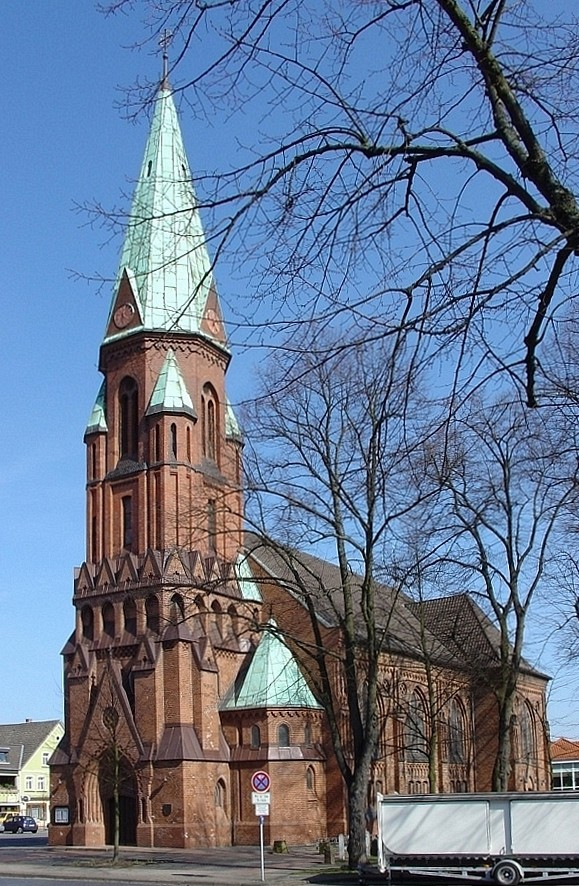
Matthäuskirche Lehrte

Die Matthäuskirche ist die evangelisch-lutherische Hauptkirche von Lehrte, Region Hannover (An der Masch 9). Ihre gleichnamige Kirchengemeinde gehört zum Kirchenkreis Burgdorf.

## Geschichte
Im alten Dorf Lehrte steht bis heute die kleine Nikolauskirche, die für das Jahr 1302 urkundlich nachgewiesen ist (Osterstraße 3). Das Jahr der Gründung dieser Dorfkirche ist nicht genau nachweisbar, jedoch dürfte es nicht vor 1147 gelegen haben. Sie gehörte zum Archidiakonat St. Martin in Lühnde, war Filialkirche von St. Nikolaus in Steinwedel und seit 1366 Pfarrkirche.
In den 1530er Jahren wurde in Lehrte wie in allen welfischen Territorien die lutherische Reformation eingeführt.
Mit der Entwicklung Lehrtes zum Eisenbahnknotenpunkt und Industriestandort im 19. Jahrhundert wuchs die Einwohnerzahl sprunghaft an und das Zentrum der neuen Stadt verlagerte sich nach Norden. Gegen den anfänglichen Widerstand der alteingesessenen Bevölkerung wurden Pläne zur Erweiterung der Dorfkirche aufgegeben und ein Neubau an zentralerer Stelle beschlossen. Die neue Kirche wurde 1874/76 erbaut und erhielt den Namen des Evangelisten Matthäus.

## Architektur
Die Lehrter Matthäuskirche ist ein Werk von Conrad Wilhelm Hase. Sie ist eine neugotische Hallenkirche aus Backstein mit kurzem Querhaus und polygonaler Apsis. Die Portalfront mit dem hohen Turm ist reich mit Giebeln, Blendbögen, Arkadenfriesen, Eck- und Flankentürmen geschmückt. Der ganze Bau ist inspiriert von den Formen der norddeutschen Backsteingotik.

## Ausstattung
Im Eingangsbereich der Kirche befindet sich heute das Epitaph des 1709 mit 29 Jahren gestorbenen Freien-Corporals Bartheld oder Barthold Molsen. Der Stein stand früher auf dem Lehrter Dorffriedhof. Die fast lebensgroße Figur in Soldatentracht ist regional- und militärgeschichtlich bedeutsam als eine seltene und detaillierte Bildquelle für einen Soldaten um 1700.